# لوسيندا غرين
لوسيندا غرين (بالإنجليزية: Lucinda Green)‏ هي صحفية بريطانية، ولدت في 7 نوفمبر 1953 في Andover, Hampshire ‏ في المملكة المتحدة.

## وصلات خارجية
- لوسيندا غرين على موقع اللجنة الأولمبية الدولية (الإنجليزية)
- لوسيندا غرين على موقع أوليمبيديا (الإنجليزية)